# Pterotrachea scutata
Pterotrachea scutata är en snäckart som beskrevs av Gegenbaur 1855. Pterotrachea scutata ingår i släktet Pterotrachea och familjen Pterotracheidae. Inga underarter finns listade i Catalogue of Life.